# Выборы в Национальный совет Бутана (2007—2008)
Всеобщие выборы в Национальный совет Бутана, верхнюю палату нового двухпалатного парламента Бутана, впервые состоялись 31 декабря 2007 года, хотя первоначально были запланированы на 26 декабря 2007 года. Национальный совет Бутана состоит из 25 членов, двадцать из которых избирались прямым голосованием в 20 дзонгхагах, количество избирателей составляло 312 817 человек, а ещё пять были назначены королём. Кандидатуры должны были быть поданы до 27 ноября 2007 года. Избирательная кампания в 15 из 20 дзонгхагов проходила в период с 30 ноября по 31 декабря 2007 года.
31 декабря выборы не проводились в пяти дзонгхагах (Тхимпху, Трашиянгце, Гаса, Хаа и Лхунце), поскольку они либо не имели кандидата, либо до окончания срока подачи заявок у них был только один кандидат, а по закону в каждом дзонгхаге должно быть не менее двух кандидатов (в противном случае выборы в этих дзонгхагах необходимо было отложить).

## Процедура выборов
В отличие от выборов в Национальную ассамблею, проходящих на партийной основе, в Национальный совет избирают известных людей, представляющих население страны. Кандидат в Национальный совет должен соответствовать двум требованиям: не принадлежать к какой-либо партии и иметь высшее образование. Кандидатов избирают посредством специально созванных собраний (zomdus) в каждом дзонгхаге.

## Кандидаты
На выборах 31 декабря 2007 года принимали участие 43 кандидата в 15 дзонгхагах. Наибольшее количество кандидатов, по четыре, было в Самце, Дагана, Монгар и Паро. По три кандидата было в дзонгхагах Самдруп-Джонгхар, Сарбханг, Тонгса, Пунакха и Трашиганг.